# Nick Bourne

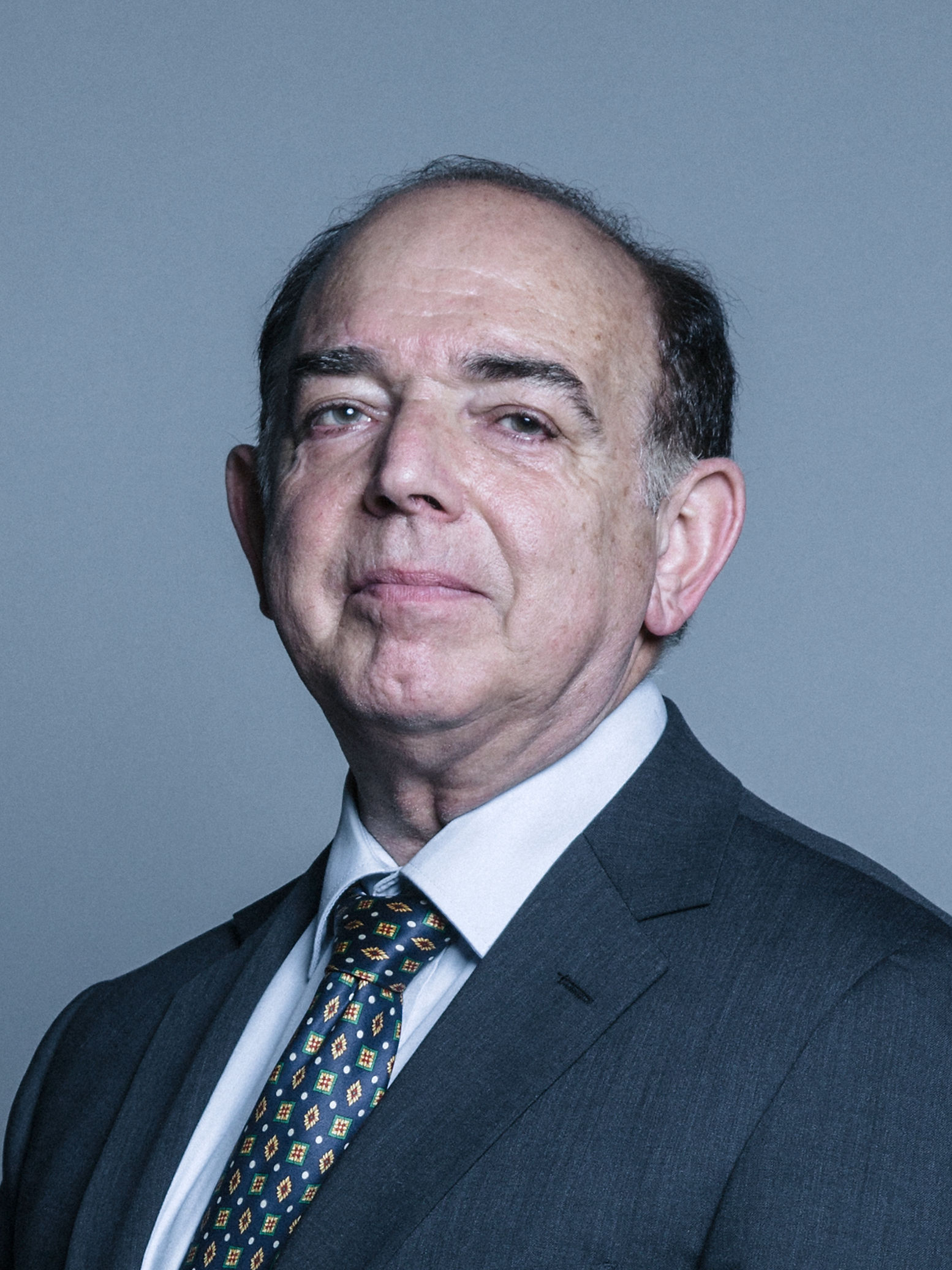
Nick Bourne, Lord Bourne of Aberystwyth

Nicholas Henry Bourne (Newark, 1 januari 1952) is een Britse conservatieve politicus uit Wales. Hij is een jurist en was hoogleraar aan de Swansea Law School.
Hij was van 1999 tot 2011 leider van de Welshe Conservatieve Partij in de Nationale Vergadering van Wales. In 2011 verloor Bourne zijn zetel; hij was kandidaat op de regionale lijst en doordat de conservatieven meer districtzetels wonnen, nam het aantal regionale zetels af.
In 2013 werd hij in de adelstand verheven en is sindsdien als Baron Bourne van Aberystwyth lid van het Hogerhuis. Hij bekleedde van 2015 tot 2019 verschillende lagere posten in de regeringen van David Cameron en Theresa May. Op 26 juli 2019 trad hij uit de regering uit onvrede met de koers van de nieuwe partijleider en premier Boris Johnson aangaande Brexit.

## Externe bronnen
- Lord Bourne of Aberystwyth op gov.uk
- Lord Bourne of Aberystwyth op parliament.uk

- Bibsys: 90692643
- Bibliothèque nationale de France: cb17083551s (data)
- International Standard Name Identifier: 0000 0000 6357 4061
- Library of Congress Control Number: n85043001
- Nationale Bibliotheek van Israël: 987007438064905171
- Nederlandse Thesaurus van Auteursnamen: 074922335
- Système universitaire de documentation: 174540817
- Virtual International Authority File: 6355929
- WorldCat: E39PBJp69Xqg7bfXv3yvkWQH4q